# Provincia de La Spezia
La Spezia (en italiano: provincia di La Spezia) es una provincia de la región de Liguria, en Italia. Su capital y ciudad más poblada es La Spezia.
Tiene un área de 881 km², y una población total de 215.137 hab. (2001). Hay 32 comuni (municipios) en la provincia (fuente: ISTAT, véase este enlace).
Otras ciudades importantes además de la capital son: Sarzana, Lerici, Arcola y Ortonovo.